# Natalie Coughlin
Natalie Anne Coughlin-Hall (ur. 23 sierpnia 1982 w Vallejo) – amerykańska pływaczka specjalizująca się w stylu grzbietowym i dowolnym, dwunastokrotna medalistka olimpijska, dwudziestokrotna medalistka mistrzostw świata i była rekordzistka globu. W 2002 roku jako pierwsza zawodniczka w historii przepłynęła 100 m stylem grzbietowym poniżej minuty.
Od 21 września 2009 do 20 października 2009 roku brała udział w programie Dancing with the Stars, gdzie zajęła 10. miejsce (na 16 możliwych), a jej partnerem był Alec Mazo.
Po igrzyskach olimpijskich w Pekinie zrobiła 18-miesięczną przerwę. Do pływania wróciła w 2010 roku.

## Sukcesy

### Igrzyska olimpijskie
| Olimpiada  | Data             | Konkurencja               | Rezultat    | Miejsce |
| ---------- | ---------------- | ------------------------- | ----------- | ------- |
| Ateny 2004 | 14 sierpnia 2004 | 4 × 100 m stylem dowolnym | 3:36,39 min |         |
| Ateny 2004 | 16 sierpnia 2004 | 100 m stylem grzbietowym  | 1:00,37 min |         |
| Ateny 2004 | 18 sierpnia 2004 | 4 × 200 m stylem dowolnym | 7:53,42 min |         |
| Ateny 2004 | 19 sierpnia 2004 | 100 m stylem dowolnym     | 54,40 s     |         |
| Ateny 2004 | 21 sierpnia 2004 | 4 × 100 m stylem zmiennym | 3:59,12 min |         |
| Pekin 2008 | 10 sierpnia 2008 | 4 × 100 m stylem dowolnym | 3:34,33 min |         |
| Pekin 2008 | 12 sierpnia 2008 | 100 m stylem grzbietowym  | 58,96 s     |         |
| Pekin 2008 | 13 sierpnia 2008 | 200 m stylem zmiennym     | 2:10,34 min |         |
| Pekin 2008 | 15 sierpnia 2008 | 100 m stylem dowolnym     | 53,39 s     |         |

### Mistrzostwa świata(basen 50 m)
- 2001 Fukuoka –  (100 m stylem grzbietowym)
- 2001 Fukuoka –  (4 × 100 m stylem zmiennym)
- 2001 Fukuoka –  (50 m stylem grzbietowym)
- 2003 Barcelona –  (4 × 100 m stylem dowolnym)
- 2003 Barcelona –  (4 × 100 m stylem zmiennym)
- 2005 Montreal –  (4 × 200 m stylem dowolnym)
- 2005 Montreal –  (4 × 100 m stylem zmiennym)
- 2005 Montreal –  (100 m stylem grzbietowym)
- 2005 Montreal –  (100 m stylem dowolnym)
- 2005 Montreal –  (4 × 100 m stylem dowolnym)
- 2007 Melbourne –  (100 m stylem grzbietowym)
- 2007 Melbourne –  (4 × 200 m stylem dowolnym)
- 2007 Melbourne –  (4 × 100 m stylem dowolnym)
- 2007 Melbourne –  (4 × 100 m stylem zmiennym)
- 2007 Melbourne –  (100 m stylem motylkowym)
- 2011 Szanghaj –  (100 m stylem grzbietowym)
- 2013 Barcelona –  (4 × 100 m stylem dowolnym)

## Rekordy świata
| Data             | Miejsce         | Konkurencja              | Rezultat | Status                              |
| ---------------- | --------------- | ------------------------ | -------- | ----------------------------------- |
| 13 sierpnia 2002 | Fort Lauderdale | 100 m stylem grzbietowym | 59,58 s  | do 27 marca 2007                    |
| 27 marca 2007    | Melbourne       | 100 m stylem grzbietowym | 59,44 s  | do 17 lutego 2008                   |
| 17 lutego 2008   | Columbia        | 100 m stylem grzbietowym | 59,21 s  | do 30 czerwca 2008 Hayley McGregory |
| 30 czerwca 2008  | Omaha           | 100 m stylem grzbietowym | 59,03 s  | do 1 lipca 2008                     |
| 1 lipca 2008     | Omaha           | 100 m stylem grzbietowym | 58,97 s  | do 11 sierpnia 2008 Kirsty Coventry |

## Wyróżnienia
- 2002: najlepsza pływaczka roku na świecie
- 2001, 2002, 2008: najlepsza pływaczka roku w Stanach Zjednoczonych